# Jorge de Bagration
Succession
Prétendant au trône de Géorgie
30 octobre 1977 – 16 janvier 2008
(30 ans, 2 mois et 17 jours)
Giorgi Bagrationi-Moukhraneli (en géorgien : გიორგი (ხორხე) ბაგრატიონ-მუხრანელი, né le 22 février 1944 à Rome (Italie) et mort le 16 janvier 2008 à Tbilissi (Géorgie), est un prince de la branche dynastique des Bagratides, prétendant au trône de Géorgie du 30 octobre 1977 au 16 janvier 2008. Il est connu sous le nom de Jorge de Bagration (y de Mukhrani) dans son activité de pilote de rallyes, sur circuits et en côtes.

## Biographie
Fils du prince Irakli de Bagration y de Mukhrani et de donna Maria Antonietta Pasquini (fille du comte italien Ugo Pasquini, comte di Costafiorita), Jorge de Bagration est un descendant de la famille royale de Géorgie. Il débute en compétition sur deux roues en 1959, avant de passer aux automobiles à quatre roues en 1963. Il cesse toute carrière sportive mécanique en 1982 pour devenir directeur des relations publiques du groupe Fiat pour l'Espagne et le Portugal, du fait de ses victoires durant cinq ans pour la Scuderia Lancia.
Alors qu'il vit à Marbella, il rentre dans son pays d'origine en 1995 pour y enterrer les cendres de son père et construire une résidence à proximité de Tbilissi. Il reconnaît l'autorité du Parlement et du gouvernement géorgien dès 1991 et suggère immédiatement la possible instauration d'une monarchie constitutionnelle.
Décédé d'une hépatite le 16 janvier 2008, il est enterré à la cathédrale de Svétitskhovéli à Mtskheta, auprès de ses ancêtres.

### Mariage et descendance
De sa première épouse, María de las Mercedes Zornoza y Ponce de León (née le Madrid le 14 août 1942 et morte le 17 mars 2020), il a trois enfants :
1. la princesse Maria Antonieta Bagrationi-Moukhraneli (née le 21 juin 1969), qui épouse en 1994 Jaime Gaixas ;
2. le prince Irakli Bagrationi-Moukhraneli (né le 26 août 1972), célibataire, qui a renoncé à ses droits successoraux en faveur de son frère ;
3. le prince Davit Bagrationi-Moukhraneli (né le 24 juin 1976), qui épouse sa cousine, la princesse Anna Bagrationi-Gruzinski en 2009. Il a succédé à son père comme prétendant.

De sa seconde union avec Nuria Llopis y Oliart est issu un enfant :
- le prince Gurami Ugo Bagrationi-Mukhraneli (né le 14 février 1985), qui épouse civilement le 19 novembre 2022 à Benahavís, dans la province de Málaga en Espagne, Niki "Nekia" Lane.

### Titulature
- Prince de Kakhétie, Karthli et Moukhrani ;
- Duc de Lasos ;
- Chef souverain et grand maître de l'ordre de l'Aigle de Géorgie et de la Tunique de Jésus Christ ;
- Protecteur égrégaire de la division de l'ancienne cavalerie à la dévotion de San Miguel del Milagro (es).

## Palmarès sportif

### Titres
(9 titres nationaux dans 4 disciplines)
- Triple Champion d'Espagne de vitesse sur circuit - Tourisme: 1969 (1re édition, sur BMW 2002 et Porsche 911), 1973 (sur Ford Capri RS 2600) et 1982 (sur Lancia Stratos)[3];
- Triple Champion d'Espagne de vitesse sur circuit - Grand Tourisme-Sport: 1970[4], 1973[5] et 1974[6] (2e en 1971[7]);
- Champion d'Espagne de courses de côte: 1971 (sur Porsche 908)[8]
- Champion d'Espagne des rallyes: 1979 et 1981 (sur Lancia Stratos HF, copilotes Llopis puis Sabater)

### Championnat d'Espagne des rallyes
(9 victoires en championnat d'Espagne des rallyes)
- 1967 : Rallye Firestone
- 1976 : Rallye d'Espagne (copilote Barbeito)
- 1977 : Rallye de Costa Brava (copilote Barbeito);
- 1979 : Rally Orense
- 1979 : Rallye d'Espagne
- 1979 : Rally Shalymar
- 1980 : Rallye CS (ex- Firestone, copilote Llopis)
- 1980 : 3e du rallye d'Espagne (copilote Llopis)
- 1980 : 2e du rallye de Costa Brava (copilote Llopis)
- 1981 : Rallye Masplomas
- 1981 : Rallye CS
- 1981 : 2e du rallye RACE

### 24 heures du Mans
| Année | Équipe                     | Voiture                                | Équipiers                                 | Classement                  |
| ----- | -------------------------- | -------------------------------------- | ----------------------------------------- | --------------------------- |
| 1972  | Ecurie Bonnier Switzerland | Lola T280 Ford Cosworth DFV 3,0 L V8   | Hugues de Fierlant Mário de Araújo Cabral | Abandon (embrayage)         |
| 1973  | Escuderia Montjuich Tergal | Chevron B23 Ford Cosworth FVC 1,9 L I4 | José Juncadella (de)                      | Abandon (boîte de vitesses) |

### Formule 1
- non-qualification au Grand Prix automobile d'Espagne 1968, sur Lola T100 Racing Cars de l'Escuderia Empressa Nacional Calvo Sotello, comme invité, finalement écarté par le comité de course ;
- non-qualification au Grand Prix automobile d'Espagne 1974, sur Surtees TS16 de l'Escuderia Empressa Nacional Calvo Sotello, avec le soutien prévu d'El Corte Inglés qui finalement se retire.

### Autres courses
circuits et côtes
- 1967 :  2e en endurance sur le circuit de Jarama, au volant d'une Renault Alpine M67 (saison où il évolue également parfois sur Alpine A210 officielle)
- 1968 : 20e du championnat d'Europe de Formule 2, sur Lola-Cosworth (écurie Escuderia National)
- 1969 : 2e des 2 Heures de Budapest sur BMW 2002 et des 3 Heures de Jarama sur Porsche 911, 3e des 1 Heure de Belgrade sur BMW 2002 (les trois fois en ETCC)
- 1970 : Victoire  en côte à Montseny sur Porsche 908, 2e à Puig Major[9]; victoire à Interlagos à la Copa Brasil de Sao Paulo sur 908, dans la première épreuve de la Copa Brasil national à laquelle il participe au mois de décembre durant 4 courses sur la 908, 2e des 6 Heures de Jarama sur 908, et 3e des 4 Heures de Jarama sur Alfa Romeo GTA (en ETCC)
- 1971 : Victoires en côte à Montserrat et à La Rabassada sur Porsche 908, 2e à Montseny et Puig Major
- 1972 : 3e des 500 kilomètres du Nürburgring, sur Lola T290 (écurie Jo Bonnier)
- 1973 : 4e des 400 kilomètres de Barcelone, sur Chevron B23 (en Championnat d'Europe des voitures de sport, à Montjuïc Park)
- 1975 : 2e des 4 Heures de Jarama, sur Ford Capri avec Emilio de Villota et Cabral (en ETCC)

### Lien connexe
- Prétendant au trône